# Edison Marshall
Edison Tesla Marshall, ameriški pisatelj, * 28. avgust 1894, Rensselaer, Indiana, ZDA, † 29. oktober 1967, Augusta, Georgia, ZDA. 
Marshall je pisal romane in kratke zgodbe. 

## Življenje
Marshall je odrasel v Eugenu, Oregon, kjer je med letoma 1913 in 1916 obiskoval Univerzo v Oregonu. Služil je tudi v ameriški vojski in dosegel čin poročnika. Poročil se je z Agnes Sharp Flythe, s katero je imel dva otroka, Edisona in Nancy.  Leta 1926 so se preselili v Augusto, Georgia. 
Njegov roman Benjamin Blake so leta 1942 priredili v film Son of Fury, v katerem je zaigral Tyrone Power, in v film The Vikings iz leta 1958, v katerem je nastopil Kirk Douglas. 

## Nagrade
- 1921 - O. Henryjeva nagrada za najboljšo kratko zgodbo (osvojil z zgodbo The Heart of Little Shikara)

## Dela
- The voice of the pack. Little, Brown, and Company. 1920.
- The snowshoe trail. A.L. Burt. 1921.
- The Strength of the Pines. Little, Brown. 1921.
- Dian of the lost land. H. C. Kinsey & company, inc. 1935.
- (1941) Benjamin Blake.
- Great Smith. Farrar & Rinehart. 1943.
- Yankee Pasha. Farrar, Straus. 1947.
- Gypsy sixpence. Farrar, Straus. 1949.
- The Upstart. Dell. 1950.
- The Infinite Woman. Farrar, Straus. 1950.
- Castle in the Swamp. Dell. 1951.
- The viking. Farrar, Straus, and Young. 1951.
- Bengal tiger: a tale of India. Doubleday. 1952.
- Caravan to Xanadu: a novel of Marco Polo. Farrar, Straus and Young. 1953.
- American captain. Farrar, Straus & Young. 1954.
- Cortez and Marina. Doubleday. 1963.
- The lost colony. Doubleday. 1964.
- The viking. Dell Pub. 1965.
- Caravan to Xanadu. Harper Mass Market Paperbacks. 1972. ISBN 9780380008735.
- A Skyline of Spruce. Kessinger Publishing. 2004. ISBN 9781419182693.

### Zgodbe
- (1922) The Heart of Little Shikara. O. Henry memorial award prize stories. Doubleday.
- (1922) The Elephant Remembers. Junior high school literature. William Harris Elson, Christine M. Keck. Scott, Foresman and Co.